# Lista de deputados estaduais do Maranhão da 5.ª legislatura
Esta é a lista de deputados estaduais do Maranhão eleitos para legislatura 1963-1967. Os parlamentares irão legislar por um mandato de quatro anos. A cada biênio, é eleita uma mesa diretora dentre os parlamentares para chefiar os trabalhos da Assembleia Legislativa do Maranhão.

## Composição das bancadas
| Partido | Líder                      | Bancada | Posição  |
| ------- | -------------------------- | ------- | -------- |
| PSD     | Carlos Orleans Brandão     | 23 / 40 | Governo  |
| PSP     | Antônio Dino               | 6 / 40  | Governo  |
| PL      | Bernardo Coelho de Almeida | 3 / 40  | Oposição |
| UDN     | Antenor Freitas de Abreu   | 2 / 40  | Governo  |
| PTB     | João Batista Sandes        | 2 / 40  | Oposição |
| PDC     | Ivaldo Perdigão Freire     | 2 / 40  | Oposição |
| PTN     | Sálvio Dino                | 1 / 40  | Governo  |
| PR      | Manoel de Oliveira Gomes   | 1 / 40  | Governo  |

## Deputados Estaduais
Foram eleitos 40 deputados estaduais e as vagas foram assim distribuídas: PSD vinte e três, PSP seis, Oposições Coligadas seis, PL três e PTB duas.
| Deputados estaduais eleitos      | Partido | Votação | Percentual | Cidade onde nasceu      | Unidade federativa |
| José Pereira dos Santos          | PSD     | 8.392   |            | Parnarama               | Maranhão           |
| Raimundo Bogéa                   | PSD     | 6.212   |            | Grajaú                  | Maranhão           |
| Carlos Orleans Brandão           | PSD     | 6.063   |            | Colinas                 | Maranhão           |
| Lauro Barbosa Ribeiro            | PSD     | 5.977   |            | Parnarama               | Maranhão           |
| João Henrique Belo Pereira       | PSD     | 5.900   |            | Pirapemas               | Maranhão           |
| Travassos Furtado                | PSD     | 5.810   |            | Viana                   | Maranhão           |
| Magno Bacelar                    | PSD     | 5.708   |            | Coelho Neto             | Maranhão           |
| José Ribamar Bayma Serra         | PSD     | 5.679   |            | São Luís                | Maranhão           |
| José Ribamar Dominici            | PSD     | 5.656   |            | Passagem Franca         | Maranhão           |
| Francisco Gomes de Sá            | PSD     | 5.169   |            | Palmeirândia            | Maranhão           |
| Turíbio da Rocha Santos          | PSD     | 5.084   |            | Riachão                 | Maranhão           |
| Themístocles Teixeira            | PSD     | 5.023   |            | Pastos Bons             | Maranhão           |
| Euclides Carneiro Neiva          | PSD     | 4.932   |            | Nova Iorque             | Maranhão           |
| Raimundo Arruda Gomes de Sá      | PSD     | 4.914   |            | São João Batista        | Maranhão           |
| José Gabriel dos Santos Neto     | PSD     | 4.900   |            | Caxias                  | Maranhão           |
| Telêmaco Leda Ribeiro            | PSD     | 4.856   |            | Bacabal                 | Maranhão           |
| Mário Flexa Ribeiro              | PSD     | 4.141   |            | Belém                   | Pará               |
| Adail da Silva Carneiro          | PSD     | 4.103   |            | Nova Olinda do Maranhão | Maranhão           |
| Aldenir José da Silva            | PSD     | 4.073   |            | Caxias                  | Maranhão           |
| Frederico Leda                   | PSD     | 3.990   |            | Bacabal                 | Maranhão           |
| Henrique Schalcher Filho         | PSD     | 3.980   |            | Mirador                 | Maranhão           |
| Osvaldo Apolônio Ferreira Campos | PSD     | 3.957   |            | Penalva                 | Maranhão           |
| Newton Abreu Serra               | PSD     | 3.907   |            | Paulo Ramos             | Maranhão           |
| Bernardo Coelho de Almeida       | PL      | 3.723   |            | Bequimão                | Maranhão           |
| Antenor Freitas de Abreu         | UDN     | 3.620   |            | Colinas                 | Maranhão           |
| João Jorge Filho                 | PL      | 3.526   |            | Santa Helena            | Maranhão           |
| Ariston Gomes da Costa           | PL      | 3.490   |            | Paraibano               | Maranhão           |
| Wilson de Sá Marques             | PSP     | 3.430   |            | Caxias                  | Maranhão           |
| Antônio Bento Cantanhede Farias  | PSP     | 3.043   |            | São Luís                | Maranhão           |
| João Batista Macedo Sandes       | PTB     | 2.970   |            | Maracaçumé              | Maranhão           |
| Sálvio Dino                      | PTN     | 2.834   |            | Grajaú                  | Maranhão           |
| Ivaldo Perdigão Freire           | PDC     | 2.757   |            | São Luís                | Maranhão           |
| Evandro Ferreira de Araújo Costa | UDN     | 2.713   |            | São Bento               | Maranhão           |
| Manoel de Oliveira Gomes         | PR      | 2.582   |            | Bacabal                 | Maranhão           |
| Benedito Bogéa Buzar             | PSP     | 2.490   |            | Itapecuru-Mirim         | Maranhão           |
| Antônio Dino                     | PSP     | 2.401   |            | Cururupu                | Maranhão           |
| Francisco Ferreira Figueiredo    | PSP     | 2.379   |            | São Vicente Ferrer      | Maranhão           |
| José Mário de Araújo Carvalho    | PDC     | 2.377   |            | São Luís                | Maranhão           |
| Emílio Murad                     | PSP     | 2.372   |            | Codó                    | Maranhão           |
| Acrísio dos Santos Viegas        | PTB     | 2.121   |            | Cururupu                | Maranhão           |